# Lucien Lacaze

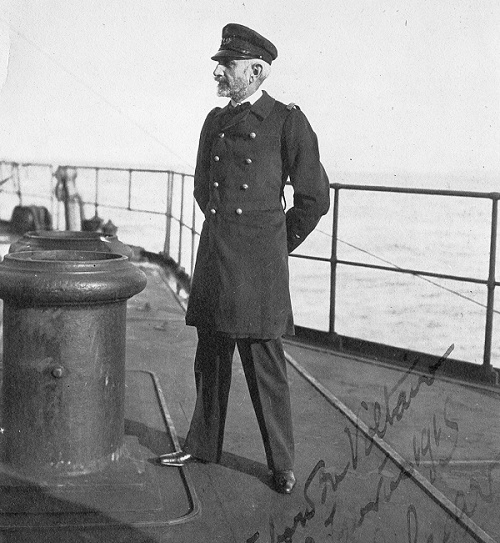
Lucien Lacaze (1915)

Lucien Marie Jean Lacaze (* 22. Juni 1860 in Pierrefonds; † 23. März 1955 in Paris) war ein französischer Admiral und Politiker.

## Leben
Lacaze wurde 1860 als Sohn eines französischen Arztes und einer Kreolin geboren. Er verbrachte seine Kindheit auf Réunion auf dem elterlichen Gut bei Saint-Denis. Im Alter von 12 Jahren schickten ihn die Eltern zur Schulausbildung nach Frankreich und er besuchte die Jesuitenschule von Sarlat. Nach seinem Abschluss begann er 1879 eine Ausbildung an der Französischen Marineschule. Schnell stieg er in der französischen Marine auf: 1882 wurde er Fähnrich der Marine, 1886 Oberleutnant zur See und 1902 Fregattenkapitän. Er diente im Senegal, in Indien und in Vietnam, bevor er Marineattaché in Rom wurde, dann Stabschef von Admiral Paul-Louis Germinet. Kurzzeitig befehligte er das Schlachtschiff Masséna, wurde dann 1911 zum Konteradmiral befördert und diente als Stabschef von Marineminister Théophile Delcassé. Der Erste Weltkrieg unterbrach seine politische Karriere nur kurz: Er befehligte eine Division der Mittelmeer-Flotte und war an der Organisation der Schlacht von Gallipoli beteiligt.
1915 wurde Lacaze zum Marineminister im 5. Kabinett von Aristide Briand berufen und saß auch im 6. Kabinett von Briand. 1917 war er einige Tage kommissarisch Kriegsminister und war dann noch einmal Marineminister unter Alexandre Ribot. In dieser Zeit wurde er zum Vize-Admiral befördert. Lacaze reorganisierte die französische Marine und war entscheidend an der Abwehr deutscher U-Boote beteiligt, die den Handelsverkehr der Entente zunehmend erschwerten. Seine Strategie geriet allerdings zunehmend in die Kritik der an der Regierung beteiligten Sozialisten, sodass er im August 1917 zurücktrat und Marinepräfekt in Toulon wurde. 1922 wurde er pensioniert.
Am 12. November 1936 wurde Lacaze auf den 40. Fauteuil der Académie française gewählt. Von 1945 bis zu seinem Tod im Jahr 1955 war er außerdem Präsident des Conservatoire National des Arts et Métiers.

## Ehrungen und Auszeichnungen
- Großkreuz der Ehrenlegion
- Offizier des Ordre des Palmes Académiques
- Mitglied und Sekretär der Académie de Marine
- Mitglied der Académie des Sciences d’Outre-Mer
- Mitglied der Académie des Beaux-Arts (1935)